# Triathlon ai Giochi della XXIX Olimpiade
Il triathlon ai Giochi della XXIX Olimpiade di Pechino 2008 si è tenuto nei giorni 18 e 19 agosto al Triathlon Venue nella Ming Tomb Resevoir.

## Formula
Il triathlon ai Giochi Olimpici consiste di una gara singola, in cui ciascun atleta deve percorrere una distanza di 1500 m a nuoto, 40 km in bicicletta e 10 km di corsa.

## Qualificazioni
Otto Comitati Olimpici Nazionali possono iscrivere un massimo di 3 atleti in ciascuno dei due eventi (maschile e femminile), i rimanenti un massimo di 2 atleti.
| Evento                              | Data            | Sede           | Maschile | Femminile |
| ----------------------------------- | --------------- | -------------- | --- | --- |
| Preolimpico Panamericano            | 14 luglio 2007  | Rio de Janeiro | Andy Potts | Julie Ertel |
| Preolimpico Africano                | 8 marzo 2008    | Hammamet       | Hendrik De Villiers | Mari Rabie |
| Preolimpico d'Oceania               | 9 marzo 2008    | Wellington     | Shane Reed | Emma Moffatt |
| Preolimpico Asiatico                | 3 maggio 2008   | Canton         | Ryosuke Yamamoto | Ai Ueda |
| Preolimpico Europeo                 | 10 maggio 2008  | Lisbona        | Frédéric Belaubre | Vanessa Fernandes |
| Campionati del Mondo                | 15 giugno 2008  | Vancouver      | Francisco Javier Gómez Noya Bevan Docherty Reto Hug | Helen Tucker Sarah Haskins Samantha Warriner |
| Ranking Mondiale ITU                | 15 giugno 2008  | N/A            | Brad Kahlefeldt Simon Whitfield Kris Gemmell Tim Don Volodymyr Polikarpenko Maik Petzold Jan Frodeno Sven Riederer William Clarke Daniel Unger Alastair Brownlee Tony Moulai Paul Tichelaar Ivan Raña Igor Sysoev Aleksandr Brjuchankov Cédric Fleureton Filip Ospalý Jarrod Shoemaker Bruno Pais Matthew Reed Hirokatsu Tayama Olivier Marceu Dmitri Polyansky Courtney Atkinson Brent McMahon Dmitriy Gaag Marek Jaskolka Rasmus Henning Daniel Fontana Reinaldo Colucci Danyl Sapunov Peter Croes Franz Hofer Duarte Marques Axel Zeebroek Sander Berk Simon Agoston Marko Albert Dirk Bockel Emilio D'Aquino | Emma Snowsill Debbie Tanner Laura Bennett Anja Dittmer Joelle Franzman Hollie Avil Andrea Hewitt Nicola Spirig Lauren Groves Elizabeth May Jessica Harrison Magali Di Marco Messmer Ricarda Lisk Erin Densham Carole Péon Eva Dollinger Kiyomi Niwata Juri Ide Nadia Cortassa Lisa Nordén Daniela Ryf Kathy Tremblay Kirsten Sweetland Vendula Frintova Ainhoa Murua Irina Abyssova Kate Roberts Mariana Ohata Tania Haiboeck Lenka Zemanova Ana Burgos Kate Allen Ewa Dederko Emma Davis Xing Lin Lisa Mensik Wang Hongni Maria Czesnik Yuliya Spunova Olga Zaousailova Charlotte Bonin Zita Szabo Birgitta Berk |
| Ranking Continentale ITU            | 15 luglio 2008  | N/A            | Christopher Felgate Eligio Cervantes Daniel Lee Chi Wo Pavel Simko | Barbara Rivero Diaz Tania Mak So Ning Deniz Dimaki |
| Nazione ospitante                   | N/A             | N/A            | Zhang Yiming | Cina |
| Inviti della Commissione Tripartita | 31 gennaio 2008 | N/A            | Omar Tayara | Flora Duffy |

## Calendario
| Uomini | Finale |        | 1 |
| Donne  |        | Finale | 1 |
| Totale | 1      | 1      | 2 |

|  | Qualificazioni |  | FINALI |

## Podi

### Uomini
| Evento                        | Oro         | Perform. | Argento         | Perform. | Bronzo         | Perform. |
| Triathlon maschile (dettagli) | Jan Frodeno | 1h48'53" | Simon Whitfield | 1h48'58" | Bevan Docherty | 1h49'05" |

### Donne
| Evento                         | Oro           | Perform. | Argento           | Perform. | Bronzo       | Perform. |
| Triathlon femminile (dettagli) | Emma Snowsill | 1h58'27" | Vanessa Fernandes | 1h59'34" | Emma Moffatt | 1h59'55" |

## Medagliere
| Posizione | Paese         |   |   |   | Totale |
| --------- | ------------- | - | - | - | ------ |
| 1         | Australia     | 1 | 0 | 1 | 2      |
| 2         | Germania      | 1 | 0 | 0 | 1      |
| 3         | Canada        | 0 | 1 | 0 | 1      |
| 3         | Portogallo    | 0 | 1 | 0 | 1      |
| 5         | Nuova Zelanda | 0 | 0 | 1 | 1      |
| Totale    | Totale        | 2 | 2 | 2 | 6      |

## Fonti
- International Triathlon Union, su triathlon.org.
- Ranking Mondiale Uomini, su triathlon.org. URL consultato il 26 febbraio 2008 (archiviato dall'url originale il 3 marzo 2016).
- Ranking Mondiale Donne, su triathlon.org. URL consultato il 26 febbraio 2008 (archiviato dall'url originale il 3 marzo 2016).